# Jon Montgomery
Jonathan Riley „Jon“ Montgomery  (* 6. Mai 1979 in Russell, Manitoba) ist ein kanadischer Skeletonfahrer.
Jon Montgomery gab sein internationales Debüt als 23. im Rahmen des America’s Cup im Dezember 2002. Seine ersten nennenswerten Platzierungen erreichte er als Neunter und Vierter im selben Wettbewerb in Calgary zwei Jahre später. Bei den kanadischen Meisterschaften 2005 erreichte er den sechsten Platz. Im November 2005 schaffte er im America’s Cup in Park City und Calgary vier zweite Plätze hinter Chris Hedquist in Folge. Danach startete er im Skeleton-Europacup und wurde unter anderem Dritter in St. Moritz und Erster in Winterberg und gewann die Europacup-Gesamtwertung der Saison 2005/06. Seit der Saison 2006/07 startet Montgomery im Skeleton-Weltcup. Schon in seinem ersten Rennen im November 2006 kam er in Calgary auf den dritten Platz und schaffte damit sein bislang bestes Ergebnis in diesem Wettbewerb. 2007 wurde er zudem erstmals kanadischer Meister. In der Saison 2007/08 konnte er in Cesana erstmals ein Weltcuprennen gewinnen. Bei der Weltmeisterschaft gewann er mit der Mannschaft und im Einzel die Silbermedaille.
Am 20. Februar 2010 gelang Montgomery vor heimischem Publikum mit dem Gewinn der Goldmedaille bei den Olympischen Spielen in Vancouver sein bislang größter Erfolg.
In der Saison 2010/11 gewann er das erste Weltcuprennen der Saison auf seiner Heimbahn in Whistler, konnte danach aber keine Podiumsplatzierung mehr erzielen. Im Gesamtklassement wurde er Neunter. Bei der Weltmeisterschaft in Königssee wurde er im Einzel Elfter und gewann im Teamwettbewerb die Bronzemedaille.